# Tadeusz Gruszka
Tadeusz Jerzy Gruszka (ur. 27 listopada 1961 w Rybniku) – polski polityk, inżynier mechanik, samorządowiec, senator VII kadencji.

## Życiorys
W 1985 ukończył studia na Wydziale Maszyn Górniczych i Hutniczych Akademii Górniczo-Hutniczej w Krakowie, a w 2000 studia podyplomowe z zakresu informatyki na Uniwersytecie Śląskim. Po studiach został zatrudniony w Kopalni Węgla Kamiennego „Jankowice”, gdzie w latach 2003–2007 był głównym mechanikiem do spraw dołu, a w latach 2012–2016 głównym energetykiem. W latach 2004–2007 zasiadał w radzie miasta Rybnik, w 2007 pełnił funkcję przewodniczącego rady.
W wyborach parlamentarnych w 2007 został wybrany na senatora z ramienia Prawa i Sprawiedliwości w okręgu rybnickim, otrzymując 116 032 głosy. W Senacie pełnił funkcję sekretarza, zasiadał w Komisji Gospodarki Narodowej oraz Komisji Spraw Unii Europejskiej. W 2011 bez powodzenia ubiegał się o reelekcję. W 2014 z ramienia PiS uzyskał mandat radnego sejmiku śląskiego V kadencji.
W styczniu 2016 założył rybnickie stowarzyszenie Samorządowy Ruch Demokratyczny, w którym objął funkcję prezesa. W lutym 2018 odszedł z klubu radnych PiS. W październiku tego samego roku bez powodzenia startował na radnego Rybnika oraz na prezydenta miasta, zajmując 4. miejsce spośród 6 kandydatów. W 2020 stanął na czele rybnickich struktur Polski 2050. W 2023 wystartował do Sejmu z ramienia współtworzonej przez tę partię Trzeciej Drogi.